# Aunay-sur-Odon
Aunay-sur-Odon er en kommune i Calvados departementet i Basse-Normandie regionen i det nordvestlige Frankrig.
Indbyggerne kaldes les Aunais.

## Geografi
Byen ligger ved foden af de første højdedrag i Massif armoricain, ved Odon-floden nogle kilometer fra dens udspring.

## Historie
Byen ligger på et sted, som var beboet i romersk tid hvor de gamle veje mellem Vieux og Avranches krydsede vejen mellem Bayeux og Condé-sur-Noireau. Byen blev i det 12. århundrede givet til et kloster.
Den 22. august 1886 blev jernbanelinjen Caen – Aunay-Saint-Georges åbnet. Den blev siden forlænget til Vire den 1. juni 1891. Persontrafikken på linjen blev indstillet den 1. marts 1938.
Godstransporterne fortsatte til Jurques, men blev senere helt opgivet. Linken er senere sløjfet. "Rue de la gare" minder i dag om denne forsvundne jernbanelinje.
I 1895 blev Aunay til Aunay-sur-Odon.
På grund af sin placering blev byen udsat for to strategiske bombardementer fra de allierede den 12. og den 15. juni 1944. Byen blev fuldstændig ødelagt. Det vaklende klokketårn var det eneste, der blev tilbage. Over 25 % af indbyggerne blev dræbt. En hurtigt organiseret genopbygning blev afsluttet i 1950.

## Venskabsbyer
- Holsworthy, Storbritannien, siden 1976
- Mömbris, Tyskland, siden 1989

## Seværdigheder
- Rester af cistercienserkloster fra 12. århundrede
- Borghøj
- Saint-Samson kirken fra 20. århundrede (genopbygget efter 2. Verdenskrig).